# Run for money 도주중

run for money 도주중(일본어: run for money 逃走中 ラン フォー マネー とうそうちゅう[*])는 2004년부터 후지 TV에서 비정기적으로 방송되고 있는 실시간 서스펜스 버라이어티 프로그램이다. 미국에서는 2008년에 리메이크 되어 Cha$e로 케이블 TV 방송국 SCI FI에서 방송되고 있다.

## TV 애니메이션
도주중 그레이트 미션(逃走中 グレートミッション)은 2023년 4월 2일부터 2025년 3월 30일까지 후지 TV에서 방영했다.

## 등장인물
토무라 소야(トムラ颯也)
성우: 모리쿠보 쇼타로/정의택
토무라 하루(トムラハル)
성우: 코바야시 유미코/장채연
니시토인 루나(西洞院ルナ)
성우: 이노우에 마리나/김서현
모리스 슈메이커(モーリス・シューメーカー)
성우: 오키아유 료타로/박준원
시그마 레드 윙(シグマ・レッドウィング)
성우: 나카이 카즈야/장태혁